# نیکولا سیکولو
نیکولا سیکولو (انگلیسی: Nicola Ciccolo؛ زادهٔ ۱۰ سپتامبر ۱۹۴۰) بازیکن فوتبال اهل ایتالیا است.
از باشگاه‌هایی که در آن بازی کرده‌است می‌توان به باشگاه فوتبال هلاس ورونا، باشگاه فوتبال اینتر میلان، باشگاه ورزشی لاتزیو، باشگاه فوتبال مسینا، باشگاه فوتبال کیه‌وو ورونا، و باشگاه فوتبال ویچنزا اشاره کرد.